# Andy Tonkovich
Andrew "Andy" Edward Tonkovich (Wheeling, Virgínia Occidental, 1 de novembre de 1922 - Inverness, Florida, 2 de setembre de 2006) va ser un jugador de bàsquet nord-americà que va jugar una única temporada a la BAA, antecessora de l'NBA. Va ser el segon jugador de la història que fou triat com a número u del Draft de l'NBA. Amb 1'88 metres, jugava en la posició de base.

## Trajectòria esportiva

### Universitat
Va jugar durant 4 temporades amb els Thundering Herd de la Universitat de Marshall, on va ser triat All-American i en el millor quintet de la seva conferència. Va anotar un total de 1.578 punts, l'onzè millor anotador de la història de Marshall. El 1985 va ser inclòs en el Saló de la Fama de la seva universitat.

### Professional
Va ser triat en la primera posició del Draft de la BAA de 1948 per Providence Steamrollers, on únicament va jugar 26 partits en la seva primera i última temporada com a professional. Va fer una mitjana de 2,6 punts i 0,6 assistències per partit.